# Вівсюжниця сумнівна
Вівсюжниця сумнівна, вентената сумнівна (Ventenata dubia) — вид трав'янистих рослин з родини злакові (Poaceae), поширений у Алжирі, Європі крім сходу й півночі, західній Азії.

## Опис
Однорічна рослина 25–40 см заввишки. Листки б. ч. згорнуті, 1–2.5 мм завширшки. Волоть відкрита, пірамідальна, 7–20 см завдовжки. Первинні гілки волоті 4–10 см завдовжки, є по 2–5 родючих колосків на кожній нижній гілці. Пиляків 3; 1–2 мм завдовжки.

## Поширення
Поширений в Алжирі, Європі крім сходу й півночі, західній Азії; інтродукований до Канади й США.
Зростає на сухих луках. Не приємно для худоби, коли з'являються волоті.
В Україні вид зростає на відкритих сухих, переважно кам'янистих схилах, пісках, у низинах, серед чагарників — у південній частині Степу, гірському Криму та Закарпатті, зрідка.